# FK Enerhetyk-BDU Minsk
Der FK Enerhetyk-BDU Minsk (belarussisch ФК Энергетык-БДУ) ist ein Fußballverein aus Minsk, Belarus.

## Geschichte
Der Verein wurde 1996 gegründet. Zwischen 2002 und 2005 spielte die Mannschaft erstmals in der Wyschejschaja Liha. Es folgten zwei Jahre in der zweiten und sechs Jahre in der dritten Liga. Zwischen 2014 und 2018 spielte man erneut in der zweiten belarussischen Liga. Seit 2019 ist die Mannschaft in der ersten Liga vertreten.